# 鮎川みさと
鮎川 みさと（あゆかわ みさと、1985年4月15日 - ）は、日本のAV女優。ファイブプロモーション（マークスグループ）所属。
栃木県出身。身長:150cm。スリーサイズ:B93(G)・W63・H85。

## 略歴・人物
2009年にデビュー。

### アダルトビデオ
2009年
- ち○ぽ洗い屋のお仕事 3 (8月20日、SODクリエイト)オムニバス作品 他
- 現役女教師 モンスターペアレントに… (8月22日（レンタル）／9月18日（セル）、クリスタル映像)オムニバス作品 他
- ザ・カメラテスト 69 汁がお尻の穴まで垂れてるよ (8月31日、アテナ映像)オムニバス作品 他
- JK・女子校生の放課後 おっぱい乳首いじり 3 (9月4日、映天)オムニバス作品 他
- JK・女子校生の放課後 手を使わない女子校生のフェラ (9月11日、映天)オムニバス作品 他
- Hカップボイン素人ナマ中出し はるか (9月15日、胸キュン喫茶)
- 変態のススメ 2 (9月19日（レンタル）／10月23日（セル）、クリスタル映像)オムニバス作品 他
- 豊乳中出し 第三十二章 (10月2日、ジュエル) ※「田代美穂」名義
- JK・女子校生の放課後 ディルドオナニー2 (10月9日、映天)オムニバス作品 他
- 嫁・調教 (10月23日、Nadeshiko)
- 担任の爆乳は一見にしかず Gカップ93cm みさと先生 (10月23日、チェリーズ)
- JK・女子校生の放課後 見せつけオナニー2 (11月6日、映天)オムニバス作品 他
- 素人人妻生中出し 035 さなえ34歳  (11月15日、プラム)
- フェラコレ 熟女編 9 (11月15日、隼エージェンシー)オムニバス作品 他
- レズビアン独身寮 (11月19日、アンナと花子)主演:風間ゆみ、有沢実紗
- ソルトシャワー 熟若女のおしっこみせて! (11月19日、ゲロニア)オムニバス作品 他
- 奥様欲情日記 ねぇ、私のことが欲しい? 主人には絶対内緒よ… (11月21日、アテナ映像)オムニバス作品 他
- 淫乱だらけの人妻温泉3 秘湯で出会ったエロ妻5人 (12月1日、MANHATTAN)
- ザ・筆おろし49 (12月4日、MANIAC)オムニバス作品 他
- ひざまくら耳かき店の浴衣美人 接客中にどこまでヤレるか！？ (12月5日、アイエナジー)オムニバス作品
- ドキドキ民家覗き企画 ズボズボ指ピストンオナニー2 (12月5日、アイエナジー)オムニバス作品
- 僕を大人にしてくれた若妻 (12月7日、マドンナ)
- JK・女子校生の放課後 センズリお手伝い 手コキ編3 (12月18日、映天)オムニバス作品 他

2010年
- 巨乳若妻 2  (1月25日、ビッグモーカル)
- こだわりの手コキ人妻編 VI (2月25日、隼エージェンシー)オムニバス作品 他
- 巨乳・爆乳 巨乳悪戯面接 (8月20日、映天)オムニバス作品 他

### アダルトサイト
- 鮎川みさと (jk5.jp)
- 鮎川みさと (BoinBB.com)
- Woman Inside No.179 篠田真緒 (ミセスバージン with Woman inside) ※「篠田真緒」名義